# Szálka, Tolna
Szálka  este un sat în districtul Szekszárd, județul Tolna, Ungaria, având o populație de 590 de locuitori (2011). 

## Demografie
Componența etnică a satului Szálka
     Maghiari (77,58%)
     Germani (21,67%)
     Necunoscut (0,75%)
     Alții (0,75%)
Componența confesională a satului Szálka
     Romano-catolici (48,31%)
     Fără religie (26,44%)
     Reformați (3,22%)
     Luterani (1,02%)
     Necunoscută (21,02%)
     Alte religii (1,02%)
Conform recensământului din 2011, satul Szálka avea 590 de locuitori. Din punct de vedere etnic, majoritatea locuitorilor (77,58%) erau maghiari, cu o minoritate de germani (21,67%). Apartenența etnică nu este cunoscută în cazul a 0,75% din locuitori. Nu există o religie majoritară, locuitorii fiind romano-catolici (48,31%), persoane fără religie (26,44%), reformați (3,22%) și luterani (1,02%). Pentru 21,02% din locuitori nu este cunoscută apartenența confesională.